# 李琮 (天順進士)
李琮（1442年—1501），字義方，浙江景寧縣人，明朝政治人物。同進士出身。

## 生平
順天府鄉試第四十名。天順八年（1464年）甲申科會試第八十七名，殿試登進士第三甲第一百二十六名。弘治三年（1490年）五月由山西平阳府知府升为湖广左参政，平定湖广苗贼白觜俾等，六年十月升山西按察使，十一年四月升福建左布政使，弘治十四年卒于官。

## 家族
曾祖李峻。祖父李信。父李貴。

## 遺跡
景宁县大均古镇有進士坊，紀念李琮、李璋兄弟及李璋之子。